# 최후의 총잡이

《최후의 총잡이》(The Last Hard Men)는 앤드루 V. 매클래글렌(Andrew McLaglen)이 감독한 1976년작 미국의 서부 영화이다. 브라이언 가필드(Brian Garfield)의 1969년 소설 건다운(Gundown)을 각색했다. 찰턴 헤스턴과 제임스 코번이 주연을, 바바라 허쉬, 호르헤 리베로, 마이클 팍스, 래리 윌콕스가 조연을 맡았다.

## 줄거리
1909년 애리조나 준주. 샘 버게이드 대위(찰턴 헤스턴)는 주 경찰 기관인 애리조나 레인저스에서 은퇴했다. 평화와 조용한 삶을 바라던 그는 갑자기 자신의 오랜 숙적 잭 프로보(제임스 코번)가 다른 죄수들과 함께 유마 교도소에서 탈옥했다는 사실을 알게 된다. 잭 프로보는 버게이드를 추적하는 데서 그치지 않고 몇 년 전에 총격으로 살해된 원주민 아내의 죽음에 대한 복수를 꿈꾸는 원주민 혼혈 무법자이다. 버게이드는 프로보의 총에 맞았지만 구사일생으로 살아남았고 나중에 프로보를 투옥시켰다. 이제 프로보는 복수를 위해 버게이드의 예상과는 달리 현금 배송 직후에 가지 않고 대신 버게이드의 딸 수잔을 납치한다.
탈출한 수감자 22명 중 6명이 매복 공격을 한다. 프로보는 버게이드가 수잔을 구출하기 위해 자신 앞에 나타날 것이라고 가정하고 버게이드와 수잔의 약혼자인 브릭먼의 눈 앞에서 부하 2명이 수잔을 강간하도록 한다.
버게이드는 브릭먼의 도움으로 도망자들이 달아나는 것을 막기 위해 불을 지폈고 프로보만 남을 때까지 그들을 하나씩 사살한다. 그러나 그는 프로보의 표적이 되어 여러 번 총을 맞고 프로보는 버게이드의 심장을 자르려고 한다. 그 순간 버게이드는 총으로 프로보를 쏘아 사살한다. 수잔과 브릭먼이 중상을 입은 버게이드를 치료하는 것으로 영화는 막을 내린다.

## 등장인물
- 찰턴 헤스턴 - 샘 버게이드
- 제임스 코번 - 잭 프로보
- 바버라 허시 - 수잔 버게이드
- 호르헤 리베로 - 세자르 메넨데스
- 마이클 팍스 - 노엘 나이 보안관
- 래리 윌콕스 - 마이크 셸비
- 달머스 라술라라 - 조지 위드
- 모건 폴 - 포르투지 쉬라즈
- 존 쿼드 - 윌 갠트
- 로버트 도너 - 리 로이 터커
- 크리스토퍼 밋첨 - 할 브릭먼
- 라일리 힐 - 거스 스탠튼

## 한국판 성우진 (MBC, 1986년 1월 2일)
- 김현직 - 버게이드(찰턴 헤스턴)
- 김기현 - 프로보(제임스 코번)
- 서영애 - 수잔(바버라 허시)
- 박일
- 현길
- 강성욱
- 박태호
- 이종오